# Grejam Norton
Grejam Vilijam Voker (енгл. Graham William Walker; 4. april 1963), poznatiji kao Grejam Norton (Graham Norton), jeste irski glumac, tv voditelj, komičar i pisac. Dobitnik je nagrade BAFTA za televiziju zbog njegove poznate emisije The Graham Norton Show i od 2009. je britanski komentator za izbor za Pesmu Evrovizije.

## Rani život
Norton je rođen kao Grejam Vilijam Voker 4. aprila 1963. u Klondalkinu, okrug Dablin, a odrastao je u protestantskoj (irska crkva) porodici u Bandonu, Kaunti Kork. Porodica njegovog oca bila je iz okruga Viklov, dok je njegova majka rodom iz Belfasta. Otkrio je tokom epizode genealoške serije 2007. Ko mislite da ste? da su direktni preci njegovog oca bili Englezi, koji su poreklom iz Jorkšira pre emigracije u Irsku 1713. Norton se školovao u gimnaziji Bandon u Vest Korku, a zatim na Univerzitetskom koledžu gde je proveo dve godine proučavajući engleski i francuski jezik 1980-ih, ali studije nije završio nakon nervnog sloma i odbijanja da napusti svoju studentsku sobu. Kasnije je 2013. godine dobio počasni doktorat na univerzitetu. Krajem 1980-ih preselio se u London da bi pohađao Centralnu školu za govor i dramu. U to vreme je radio i kao konobar. Po pristupanju glumačkom sindikatu Ekuiti, izabrao je "Norton" (devojačko prezime svoje prabake) za svoje novo prezime, jer je već tada postojao glumac po imenu Grejam Voker.

## Karijera

### Kanal 4
Godine 1992. Nortonova stand-up komedija je imala za inspiraciju lik Majke Tereze kada je odeljenje za verska pitanja Škotske televizije pogrešno mislilo da predstavlja stvarnu Majku Terezu. Njegova prva pojavljivanja u emitovanju bila su u Velikoj Britaniji, gde je kao redovni komičar i panelista imao emisiju u emisiji BBC Radio 4 Loose Ends ranih 1990-ih, kada je emisija vođena subotom ujutru. Njegov uspon do slave započeo je kao jedan od ranih uspeha Kanala 5, kada je osvojio nagradu za svoj nastup kao stalni voditelj kasnonoćne TV emisije koju obično predstavlja Džek Doerti. Usledila je komična kviz emisija na kanalu 5 pod nazivom Bring Me the Head of Light Entertainment. 
Godine 1996. je glumio sveštenika u tri epizode serije Otac Ted.
Na Kanalu 4 je vodio i emisije So Graham Norton i The Graham Norton Effect.

### BBC
Godine 2005. Norton se preselio na BBC i počeo da vodi subotnju rijaliti seriju Strictly Dance Fever na BBC One, kao i novu humorističnu emisiju, Graham Norton's Bigger Picture. Takođe je čitao priče nekih večeri na BBC-jevom dečjem kanalu CBeebies u okviru sata za spavanje. Sledeće godine je vodio emisiju How Do You Solve a Problem like Maria?
Vodio je takođe vrlo popularne emisije u Britaniji: When Will I Be Famous? (2007), The One and Only (2008) i Totally Saturday (2009). 
Od 2007. godine je uspešno vodio sve dodele nagrade BAFTA.
Nortonova emisija, The Graham Norton Show, započela je sa emitovanjem 22. februara 2007. na BBC Two. Format je vrlo sličan njegovim prethodnim emisijama na Kanalu 4. Dana 6. oktobra 2009. emisija se preselila na BBC One, u novom jednosatnom formatu.
U decembru 2011. godine, panel emisija Would You Rather...? with Graham Norton  premijerno prikazana na BBC America u vremenskom terminu neposredno nakon emisije The Graham Norton Show. Snimljena u Njujorku, to je jedan od najranijih napora BBC America u stvaranju originalnog programa, a ujedno je i prva panel emisija koju je kanal prikazao, bilo britanskog ili američkog porekla.
U oktobru 2018. godine, razgovarajući sa BBC o svojoj prijavljenoj plati BBC-a za 2017.-18., Norton je rekao da zaista „ne zna“ kako je korporacija došla do te cifre. „Ja i moj agent pogledamo taj broj i idemo„ Pitam se kako su to smislili “, kaže on. „To nema nikakve veze sa bilo čim što znam. Ali ako je to ono što kažu da zarađujem, to i zarađujem.“

### Evrovizija
Norton je zajedno sa Klaudijom Vinkleman bio voditelj i domaćin prvog godišnjeg takmičenja za ples Evrovizije, koje je održano 1. septembra 2007. godine u Londonu, u Engleskoj. Format je zasnovan na BBC-jevom i EBU-ovom takmičenju za pesmu Evrovizije. Norton i Vinkleman su takođe bili domaćini takmičenja 2008. u Glazgovu u Škotskoj.
U oktobru 2008. godine, BBC je potvrdio da će Norton zameniti Teri Vogana na mestu voditelja britanskih kvalifikacija za takmičenje za Pesmu Evrovizije.
Dana 5. decembra 2008. objavljeno je da će Norton takođe preuzeti od Vogana kao voditelja glavnog takmičenja za Pesmu Evrovizije. Tada je 54. takmičenje za Pesmu Evrovizije održano na Olimpijskom stadionu u Moskvi 16. maja 2009.

### Ostala javna pojavljivanja
Norton je glumio gospodina Pakova u američkom filmu komedije Another Gay Movie. Norton je 2007. godine glumio Tejlora u romantičnoj komediji I Could Never Be Your Woman.
Norton je bio uključen u reklamnu kampanju za Britansku nacionalnu lutriju kao animirani jednorog, šaljivdžija lik. Takođe je reklamirao McVitie's biskvite. 
Norton je napisao kolumnu sa savetima u novinama The Daily Telegraph od 2006. do 2018. U oktobru 2010. od njegovih kolumni napravljena je knjiga pod nazivom Ask Graham. Godine 2016. je izdao svoj prvi krimi roman pod nazivom Holding. 

## Privatni život
Grejam se izjasnio kao gej osoba. 
Početkom i sredinom devedesetih, Norton je izlazio sa Kristijnom Siberom, koji nastupa kao drag kraljica Tina Barner.
Od dvogodišnjeg partnera Trevora Patersona rastao se 2013. godine, a sa svojim sledećim partnerom Andrju Smitom rastao se 2015. Rekao je 2015. da su mu bivši momci često zamerali ulogu koju su morali da imaju u javnosti kao njegov partner.
Godine 1988. Nortona je opljačkala, pretukla i izbola grupa napadača u Londonu. Izgubio je polovinu krvi i zamalo umro. Rekao je da ga je pronašao stariji par i da su mu "spasili život" nakon što su pozvali hitnu pomoć. Nije smatrao da je napad homofobičan, jer je u to vreme šetao sam. Bio je hospitalizovan dve i po nedelje pre nego što se na kraju oporavio od napada.
Norton prevashodno boravi u Vaping području Londona. Takođe poseduje stan u Njujorku i kuću za odmor u Ahakisti, u okrugu Kork. Imao je dva psa, labradula zvanog Bejli i terijera Madž, kojeg je udomio.

## Spoljašnje veze
- The Graham Norton Show (BBC One)
- The Graham Norton Show na radiju Virgin Radio UK
- Grejam Norton на веб-сајту  (језик: енглески)